# Ivana Petković
Ivana Petković (Metković, 6. lipnja 1985.), hrvatska rukometašica, članica rukometnog kluba Zelina iz Zeline. Bila je i članica klubova Split Kaltenberg,Trogira a i Podravke. Članica je Hrvatske rukometne reprezentacije igra na poziciji desnog vanjskog.